# Étang Villiers
Der Étang Villiers (im Volltext: Ruisseau de l’Étang de Villiers) ist ein kleiner Fluss in Frankreich, der im Département Cher in der Region Centre-Val de Loire verläuft. Er entspringt unter dem Namen Ruisseau de la Coursière beim Weiler La Brande des Clous, im nördlichen Gemeindegebiet von Morlac und entwässert in mehreren Schleifen generell in nordwestlicher Richtung. Nach Durchquerung des kleinen Sees Étang de la Lécherie ändert er seinen Namen auf Ruisseau de l’Ancien Étang de la Lécherie, nimmt bei Ineuil seinen definitiven Namen an und mündet nach insgesamt rund 19 Kilometern beim Weiler Condé im Gemeindegebiet von La Celle-Condé mit drei kurzen Mündungsarmen als rechter Nebenfluss in den Arnon.

## Orte am Fluss
(Reihenfolge in Fließrichtung)
- Ineuil
- Villiers, Gemeinde Montlouis
- Les Forgereaux, Gemeinde Montlouis
- Condé, Gemeinde La Celle-Condé

## Besonderheiten
Der Name des Flusses und sein Verlauf stehen offenbar in Zusammenhang mit einem Seengebiet rund um den ehemaligen Étang de Villiers, der heute durch natürliche oder künstliche Trockenlegung verschwunden ist und nur mehr durch einige kleine Tümpel repräsentiert wird.
Der ehemalige See ist in den historischen Karten 
- Carte de Cassini (1747-1818)[4] und
- Carte de l’État majeure (1820-1866)[5]

noch zu finden.